# Rezolucja Rady Bezpieczeństwa ONZ nr 1689
Rezolucja Rady Bezpieczeństwa ONZ nr 1689 została uchwalona 20 czerwca 2006 podczas 5468. posiedzenia Rady.
Rezolucja łagodzi sankcje gospodarcze nałożone na Liberię na mocy rezolucji 1521. Znosi, na okres próbny 90 dni, embargo na import liberyjskiego drewna. Przedłuża natomiast na okres 6 miesięcy z możliwością zniesienia już po upływie czterech embargo na import liberyjskich diamentów. W obu przypadkach stawia władzom liberyjskim warunki niezbędne dla trwałego zniesienia nałożonych ograniczeń - władze zobowiązane są przyjąć ogólnie wskazane w rezolucji ustawodawstwo. 